# Jacob Bruce
El Conde Jacob Bruce (en ruso: Я́ков Ви́лимович Брюс, Yákov Vílimovich Brius; 11 de mayo de 1669 - 30 de abril de 1735) fue un estadista, general, diplomático y científico ruso de ascendencia escocesa (Clan Bruce), uno de los principales asociados de Pedro el Grande. Según sus propios registros, sus ancestros vivían en Rusia desde 1647. Fue el hermano de Robert Bruce, el primer gobernador militar de San Petersburgo.
Participó en las campañas de Crimea (1687, 1689) y de Azov (1695-1696) de Pedro el Grande contra el Imperio otomano durante la guerra ruso-turca. Durante la Gran Guerra del Norte Bruce fue designado mayor-general de artillería. Estuvo involucrado en el renacer de la artillería rusa, que se había perdido por fuerzas suecas junto con su comandante, el príncipe Aleksandr de Imereti en Narva en 1700. Fue comandante de artillería en la batalla de Poltava (1709), por la que fue hecho caballero de la Orden de San Andrés. En 1721, se convirtió en uno de los primeros condes rusos.
Bruce fue una de las personas mejor educadas en Rusia en ese tiempo, naturalista y astrónomo. En 1701, fundó el primer observatorio ruso; fue localizado en Moscú en la planta superior de la Torre Sújarev. La biblioteca científica de Bruce de más de 1500 volúmenes se convirtió en parte sustancial de la biblioteca de la Academia de Ciencias de Rusia.
Entre los moscovitas, Bruce se ganó fama como alquimista y mago, debido en parte al diseño innovador de la Torre Sújarev, que era muy inusual en el siglo XVIII. Se rumoreaba que los mayores grimorios de magia negra de su colección habían sido tapiados en las paredes de la Torre Sújarev.

## Honores
- Orden del Águila Blanca